# René Lacoste
Jean René Lacoste (París, 12 de juliol de 1904 − Sant Joan Lohitzune, 12 d'octubre de 1996), sobrenomenat Le Crocodile (El cocodril), fou un jugador de tennis francès guanyador de 7 torneigs del Grand Slam, així com el fundador de la companyia tèxtil Lacoste, la qual té per símbol un cocodril.
Formà part de la generació més reeixida de tenistes francesos de finals dels anys 20 i principis dels anys 30, coneguts pels Quatre Mosqueters amb Jean Borotra, Jacques Brugnon i Henri Cochet. Va participar, als 19 anys, en els Jocs Olímpics d'Estiu de 1924 realitzats a París (França), on aconseguí guanyar la medalla de bronze en la competició masculina de dobles al costat de Jean Borotra, a més de finalitzar cinquè en la competició individual. També disputà, entre 1923 i 1928, 51 partits de Copa Davis amb la selecció de França, aconseguint 40 victòries i els títols de 1927 i 1928.

## Biografia
Va néixer a París fill de Jeanne-Marie Madeleine Larrieu-Let i Jean-Jules Lacoste. El seu pare fou director general de l'empresa automobilística Hispano-Suiza, i fou condecorat com a oficial (1925) i comandant (1932) de la Legió d'Honor, com ho fou posteriorment René.
Va estudiar a l'École polytechnique de París, però no va finalitzar els estudis per dedicar-se completament al tennis.
L'origen del seu sobrenom «Le Crocodile» és incert, l'explicació més coherent és que li va posar la premsa americana després d'una aposta l'any 1923 amb Allan Muhr, capità de l'equip francès de Copa Davis, mentre durant l'enfrontament contra l'equip estatunidenc a Boston. Una altra versió és que també fou per una aposta però amb el capità Pierre Gilou, que va prometre comprar-li una bossa de pell de cocodril si guanyava el partit decisiu de la final de la Copa Davis. Malgrat perdre aquell partit, la imatge va perdurar perquè pel seu caràcter, mai deixava escapar les seves preses.
Es va casar el 28 de juny de 1930 amb la golfista Simone de la Chaume. El matrimoni va tenir quatre fills: Bernard (1931-2006), François (1933), Michel (1943) i Catherine (1945). Bernard i Michel van formar part de l'estructura de l'empresa Lacoste mentre que Catherine va ser golfista, campiona francesa i presidenta del Golf Club Chantaco, fundat per la seva mare a Sant Joan Lohitzune.
Va morir el 12 d'octubre a casa seva, a Sant Joan Lohitzune, on s'havia retirat des de feia anys, víctima d'un càncer. Fou el darrer dels Quatre Mosqueters en morir.
L'any 1928 va publicar un llibre titulat Lacoste on Tennis.

## Torneigs de Grand Slam

### Individual: 10 (7−3)
| Resultat  | Núm. | Any  | Torneig                       | Oponent      | Marcador                 |
| --------- | ---- | ---- | ----------------------------- | ------------ | ------------------------ |
| Finalista | 1.   | 1924 | Wimbledon                     | Jean Borotra | 1−6, 6−3, 1−6, 6−3, 4−6  |
| Guanyador | 1.   | 1925 | Internationaux de France      | Jean Borotra | 7−5, 6−1, 6−4            |
| Guanyador | 2.   | 1925 | Wimbledon                     | Jean Borotra | 6−3, 6−3, 4−6, 8−6       |
| Finalista | 2.   | 1926 | Internationaux de France      | Henri Cochet | 2−6, 4−6, 3−6            |
| Guanyador | 3.   | 1926 | US National Championships     | Jean Borotra | 6−4, 6−0, 6−4            |
| Guanyador | 4.   | 1927 | Internationaux de France (2)  | Bill Tilden  | 6−4, 4−6, 5−7, 6−3, 11−9 |
| Guanyador | 5.   | 1927 | US National Championships (2) | Bill Tilden  | 11−9, 6−3, 11−9          |
| Finalista | 3.   | 1928 | Internationaux de France (2)  | Henri Cochet | 7−5, 3−6, 1−6, 3−6       |
| Guanyador | 6.   | 1928 | Wimbledon (2)                 | Henri Cochet | 6−1, 4−6, 6−4, 6−2       |
| Guanyador | 7.   | 1929 | Internationaux de France (3)  | Jean Borotra | 6−3, 2−6, 6−0, 2−6, 8−6  |

### Dobles masculins: 4 (3−1)
| Resultat  | Núm. | Any  | Torneig                      | Parella      | Oponents                     | Marcador                 |
| --------- | ---- | ---- | ---------------------------- | ------------ | ---------------------------- | ------------------------ |
| Guanyador | 1.   | 1925 | Internationaux de France     | Jean Borotra | Henri Cochet Jacques Brugnon | 7−5, 4−6, 6−3, 2−6, 6−3  |
| Guanyador | 2.   | 1925 | Wimbledon                    | Jean Borotra | Raimond Casey John Hennessey | 6−4, 11−9, 4−6, 1−6, 6−3 |
| Finalista | 1.   | 1927 | Internationaux de France     | Jean Borotra | Henri Cochet Jacques Brugnon | 6−2, 2−6, 0−6, 6−1, 4−6  |
| Guanyador | 3.   | 1929 | Internationaux de France (2) | Jean Borotra | Henri Cochet Jacques Brugnon | 6−3, 3−6, 6−3, 3−6, 8−6  |

### Dobles mixts: 2 (0−2)
| Resultat  | Núm. | Any  | Torneig                       | Parella           | Oponents                    | Marcador      |
| --------- | ---- | ---- | ----------------------------- | ----------------- | --------------------------- | ------------- |
| Finalista | 1.   | 1926 | US National Championships     | Hazel H. Wightman | Elizabeth Ryan Jean Borotra | 4−6, 5−7      |
| Finalista | 2.   | 1927 | US National Championships (2) | Hazel H. Wightman | Eileen Bennett Henri Cochet | 6−2, 6−0, 6−3 |

## Jocs Olímpics

### Dobles masculins
| Any  | Campionat                    | Parella      | Oponents                    | Resultat       |
| ---- | ---------------------------- | ------------ | --------------------------- | -------------- |
| 1924 | Jocs Olímpics, París, França | Jean Borotra | Ivie Richardson Jack Condon | 6−3, 10−8, 6−3 |

## Carrera esportiva
Lacoste va començar a jugar a tennis amb quinze anys quan va acompanya el seu pare en un viatge a Anglaterra.
Va debutar en un Grand Slam l'any 1922, però el punt d'inflexió es va produir el 1925 quan va guanyar els torneigs Internationaux de France i Wimbledon, ambdós casos enfront del seu compatriota Jean Borotra. L'any següent fou finalista a París superat per Henri Cochet, va renunciar a Wimbledon però es va imposar en el U.S. National Championships. En aquest punt ja fou considerat el millor tennista masculí del moment. Aprofitant la gran generació de tennista francesos, Lacoste va formar part de l'equip que va guanyar la Copa Davis enfront dels Estats Units l'any 1927, el primer títol per França i que no aconseguia cap país que no foren els Estats Units, les Illes Britàniques i Australàsia. Aquest equip, format per Lacoste, Borotra, Cochet i Jacques Brugnon, i conegut amb el sobrenom dels Quatre Mosqueters, va guanyar sis edicions consecutives de la Copa Davis. A París es va construir el Stade Roland Garros expressament per a la defensa d'aquest títol. Lacoste va disputar un total de 51 partits de Copa Davis en 26 eliminatòries, amb un registre de 32 victòries per 8 derrotes individuals, i vuit i tres en dobles.
A causa de problemes de salut, especialment per una malaltia respiratòria, va abandonar el tennis momentàniament l'any 1929, tot i que va fer un breu retorn el 1932 i va aprofitar per ser capità de l'equip francès de Copa Davis.
Els Quatre Mosqueters va entrar a l'International Tennis Hall of Fame l'any 1976.

## Trajectòria empresarial
L'any 1933 va fundar la La Société Chemise Lacoste amb André Gillier. L'empresa va començar a produir camises per jugar a tennis amb un cocodril (o al·ligàtor) com a logotip brodat al pit esquerre, també conegudes com "camises polo", les quals Lacoste utilitzava per jugar. La seva producció es va aturar durant la Segona Guerra Mundial, i posteriorment, les samarretes es van començar a exportar a diversos països. El seu fill Bernard el va succeir en la direcció de l'empresa l'any 1963.
Lacoste també va innovar en la tecnologia de les raquetes l'any 1961, quan va patentar la primera raqueta d'acer tubular. En època s'utilitzaven bàsicament raquetes de fusta, però aquesta era més rígida i permetia transmetre més força a la pilota en el cop. A Europa es va comercialitzar amb la marca Lacoste mentre que als Estats Units es va comercialitzar mitjançant Wilson Sporting Goods. El francès Pierre Darmon fou el primer tennista en estrenar-la oficialment dos anys després, i ràpidament va aconseguir popularitat ja que grans tennistes com Billie Jean King i Jimmy Connors va fer el canvi a continuació.

## Palmarès

### Equips: 4 (2−2)
| Resultat  | Núm. | Data                        | Torneig                              | Superfície   | Equip                                     | Oponents                                                       | Marcador |
| --------- | ---- | --------------------------- | ------------------------------------ | ------------ | ----------------------------------------- | -------------------------------------------------------------- | -------- |
| Finalista | 1.   | 11 − 13 de setembre de 1925 | Copa Davis, Filadèlfia, Estats Units | Gespa        | Jean Borotra Jacques Brugnon              | Bill Johnston Vincent Richards Bill Tilden Richard N. Williams | 0−5      |
| Finalista | 2.   | 9 − 11 de setembre de 1926  | Copa Davis, Filadèlfia (2)           | Gespa        | Jean Borotra Jacques Brugnon Henri Cochet | Bill Johnston Vincent Richards Bill Tilden Richard N. Williams | 1−4      |
| Guanyador | 1.   | 8 − 10 de setembre de 1927  | Copa Davis, Filadèlfia               | Gespa        | Jean Borotra Jacques Brugnon Henri Cochet | Frank Hunter Bill Johnston Bill Tilden Richard N. Williams     | 3−2      |
| Guanyador | 2.   | 27 − 29 de juliol de 1928   | Copa Davis, París, França (2)        | Terra batuda | Jean Borotra Jacques Brugnon Henri Cochet | John Hennessey Frank Hunter George Lott Bill Tilden            | 4−1      |